# 19631 Greensleeves
19631 Greensleeves (1999 RY38) là một tiểu hành tinh vành đai chính được phát hiện ngày 13 tháng 9 năm 1999 bởi J. Broughton ở Reedy Creek Observatory.